# فرودگاه میدلتن آیلند
فرودگاه میدلتن آیلند (به انگلیسی: Middleton Island Airport) یک فرودگاه همگانی بهره‌برداری هوایی با کد یاتا MDO است که یک باند فرود شن دارد و طول باند آن ۹۶۳ متر است. این فرودگاه در کشور ایالات متحده آمریکا قرار دارد و در ارتفاع ۳۰ متری از سطح دریا واقع شده‌است.